# Super Camp
「Super Junior 10th Anniversary Special Event "Super Camp"」是Super Junior紀念出道十周年活動的巡迴迷你演唱會，於2015年9月19日於首爾揭幕。
因成員，起範在2015年8月18日退團，不參與之後的行程，神童與晟敏於2015年3月分別入伍服役，因此未參與該演唱會及Devil專輯錄製；成員銀赫、東海、始源於2015年10、11月入伍，因此只參與首爾場演出；該成員強仁因在2016年5月24日發生二次酒駕，因此之後的澳門場沒參與，其餘五名現任成員利特、希澈、藝聲、厲旭、圭賢皆參與所有場次的演出。
這也是該成員強仁最後一次參與Super Junior演唱會

## 演出日程表
| 日期          | 城市     | 國家   | 演出地                |
| ------------- | -------- | ------ | --------------------- |
| 2015年9月19日 | 首爾     |        | 高麗大學體育館        |
| 2016年1月8日  | 東京     | 日本   | 有明競技場            |
| 2016年1月9日  | 東京     | 日本   | 有明競技場            |
| 2016年1月10日 | 東京     | 日本   | 有明競技場            |
| 2016年2月13日 | 新北     | 臺灣   | 新莊體育館            |
| 2016年2月14日 | 新北     | 臺灣   | 新莊體育館            |
| 2016年2月27日 | 北京     | 中国   | 北京工人體育館        |
| 2016年3月5日  | 上海     | 中国   | 上海大舞台            |
| 2016年3月19日 | 曼谷     | 泰國   | 蒙通他尼 Thunder Dome |
| 2016年5月28日 | 澳門     | 中国   | 新濠影滙綜藝館        |
| 2016年6月10日 | 大阪     | 日本   | Intex 大阪5號館       |
| 2016年6月11日 | 大阪     | 日本   | Intex 大阪5號館       |
| 2016年7月3日  | 蒙特雷   | 墨西哥 | 蒙特雷競技場          |
| 2016年7月5日  | 墨西哥城 | 墨西哥 | 墨西哥城體育館        |